# Atsu Nyamadi
Atsu Nyamadi (Anloga, 1º giugno 1994) è un multiplista e triplista ghanese.

## Biografia
Ha iniziato la propria carriera agonistica a livello internazionale ai Giochi olimpici giovanili di Singapore 2010, cimentandosi nel salto triplo, specialità nel quale ha ottenuto l'ottavo posto.
In seguito si è dedicato al decathlon. Ai campionati africani di Porto-Novo 2012 è giunto quinto con il punteggio di 5932.
Ai campionati africani di Marrakech 2014 ha vinto la medaglia di bronzo. L'anno successivo agli Giochi panafricani di Brazzaville si è laureato vice-campione continentale.
Risultato ottenuto anche l'anno seguente ai campionati africani di Durban 2016, ove è giunto secondo alle spalle del sudafricano Fredriech Pretorius.

## Palmarès
| Anno | Manifestazione            | Sede        | Evento       | Risultato | Prestazione | Note |
| ---- | ------------------------- | ----------- | ------------ | --------- | ----------- | ---- |
| 2010 | Giochi olimpici giovanili | Singapore   | Salto triplo | 8º        | 14,51 m     |      |
| 2012 | Africani                  | Porto-Novo  | Decathlon    | 5º        | 5932 p.     |      |
| 2014 | Giochi del Commonwealth   | Glasgow     | Decathlon    | dnf       | dnf         |      |
| 2014 | Africani                  | Marrakech   | Decathlon    | Bronzo    | 6946 p.     | w    |
| 2015 | Giochi panafricani        | Brazzaville | Decathlon    | Argento   | 7186 p.     |      |
| 2016 | Africani                  | Durban      | Decathlon    | Argento   | 7501 p.     |      |
| 2018 | Giochi del Commonwealth   | Gold Coast  | Decathlon    | dnf       | dnf         |      |